# Производство кукурузы в Никарагуа
Производство кукурузы в Никарагуа — составная часть сельского хозяйства и одна из значимых отраслей экономики Никарагуа.

## История
Кукуруза исторически является одной из главных пищевых культур в стране, но она выращивается не на экспорт, а для внутреннего потребления.
В 1890-е годы кукуруза являлась одной из главных пищевых культур как для потомков европейских колонистов, так и для обитавших на территории Никарагуа индейских племён.
В 1950-х годах Никарагуа являлась слаборазвитой аграрной страной, экономика которой специализировалась на выращивании на экспорт кофе и бананов, однако главными продовольственными культурами являлись кукуруза, бобы, рис и овощи.
В 1954 году сбор кукурузы составил 82 тыс. тонн.
В первой половине 1960-х годов кукуруза являлась основной продовольственной культурой страны, в это время её ежегодный сбор составлял около 100 тыс. тонн при средней урожайности около 10 центнеров с гектара. Второе место по значимости занимали бобы. Рис выращивали в западной части страны, но в засушливых районах преобладали просо и сорго.
В 1965 году сбор кукурузы составил 111 тыс. тонн, в 1968/69 году — 170 тыс. тонн.
По состоянию на начало 1970-х годов, Никарагуа оставалась экономически отсталой аграрной страной, специализировавшейся в основном на производстве экспортных сельскохозяйственных культур (кофе, бананы и хлопок) со слаборазвитой промышленностью. Основными продовольственными культурами по-прежнему оставались кукуруза, фасоль и рис, которые выращивали в основном в низменностях. В 1972 году площадь земель под кукурузой составляла 258 тыс. га, сбор — 236 тыс. тонн.
В условиях боевых действий между повстанцами СФНО и национальной гвардией положение в стране осложнилось, имело место сокращение производства сельскохозяйственных культур. В 1976 году сбор кукурузы составил 228 тыс. тонн.
После победы Сандинистской революции 19 июня 1979 года правительство страны приняло закон № 3 о национализации собственности семейства Сомоса, и к 16 октября 1979 года все принадлежавшие семейству Сомоса плантации были национализированы, часть земель была сразу же передана крестьянам, тем самым снизив «земельный голод» в стране. В том же 1979 году был создан институт аграрной реформы (INRA) и началась подготовка к проведению аграрной реформы.
В январе 1980 года правительством была принята «Чрезвычайная программа по восстановлению экономики на 1980—1981 годы». Приоритетами национальной экономической политики 1980 года стали увеличение производства традиционных экспортных продуктов (хлопка, кофе, табака, сахара и мяса), строительство, создание 90 тыс. новых рабочих мест и ликвидация неграмотности среди населения старше 10 лет. Одновременно была принята программа обеспечения населения базовыми продуктами питания (рисом, фасолью и кукурузой).
В июле 1981 года был принят закон о проведении аграрной реформы (декрет № 782 от 19 июля 1981 года), о экспроприации плохо используемых или пустующих земельных участков площадью свыше 350 га на Тихоокеанском побережье и свыше 1000 га — в иных районах страны. В сентябре 1981 года был принят закон о сельскохозяйственных кооперативах.
В дальнейшем, в условиях организованной США экономической блокады и начавшихся боевых действий против «контрас» положение в экономике осложнилось. С целью обеспечения независимости Никарагуа от импорта продовольствия при помощи СССР, Кубы и других социалистических стран в 1980-е годы началась диверсификация сельского хозяйства. В 1984 году началось выполнение следующего этапа аграрной реформы, в соответствии с которым на территории страны предполагалось создать шесть крупных агропромышленных комплексов (комплекс по выращиванию основных зерновых культур, комплекс по производству сахара, комплекс по производству табака, комплекс по производству какао, молочный комплекс, а также комплекс по выращиванию африканской пальмы), однако и в 1980-е годы основными продовольственными культурами оставались кукуруза, фасоль и сорго.
Венгрия оказала содействие в строительстве и оснащении училища, готовящего специалистов по возделыванию кукурузы.
В 1987 году в стране было собрано 277 тыс. тонн кукурузы, 105 тыс. тонн сорго и 34 тыс. тонн фасоли.
25 февраля 1990 года президентом страны стала Виолета Барриос де Чаморро, при поддержке США начавшая политику неолиберальных реформ, в результате которых в стране начался экономический кризис, сопровождавшийся деиндустриализацией (уже к 1994 году доля сельского хозяйства увеличилась до 32,8% ВВП, промышленности - сократилась до 17,3% ВВП). К началу 2000-х годов ситуация в экономике стабилизировалась. Никарагуа вновь превратилась в аграрную страну, основой экономики которой стало сельское хозяйство.
В 2010 году главными потребительскими культурами страны являлись кукуруза (урожай 2010 года — 0,5 млн тонн) и рис (урожай 2010 года — 300 тыс. тонн).
Двухлетняя засуха 2014-2015 гг. привела к снижению урожая зерновых (в том числе, к неурожаю кукурузы).

## Современное состояние
Кукуруза входит в целый ряд традиционных блюд никарагуанской кухни. Пищевая промышленность страны выпускает кукурузную муку.